# Правитель
Прави́тель, Прави́тельница — лицо, которое правит по своему усмотрению государством.
Слово «правитель» используется чаще для обозначения «монарха», а не главы государства любого политического устройства, формы правления, поскольку в республиках нет «правителей» с неограниченной властью, а могут быть только «главы государств», управляющие наряду с парламентом, судебными органами и так далее. Также этим словом можно называть регентов и узурпаторов, но отождествляется именно с «монархом», если его выбрал сам народ или при съезде старейшин, или палаты правительства, или парламентом, или святейшим синодом, или сенатом (То есть министерством которое управляло государством или страной в отсутствие монарха, на, что выдается необходимый заверенный документ). Является абсолютно законным монархом, на данной территории, если до этого в этом государстве или стране не было централизованной власти (правительства которое подчиняется монарху, правителю). По этим же причинам понятие «правитель» является более точным и верным, нежели слово «царь», в обозначении титулов монархов древности. Иногда обозначался, Верховный правитель, священный правитель (все эти титулы были нужны для того, что бы охарактеризовать абсолютную власть, но не лишенную ограничений, которые прописывались в Конституции этого государства (Основных законах государства)). Каноны в основном нужны были для того, что бы народ мог на него опереться.     